# 黃璋 (宣統遊學舉人)
黃璋（約1879年—1915年），字璧如，四川省鄰水縣人，共和黨黨員。曾當選為中華民國第一屆國會眾議員。

## 生平
四川高等學堂及日本法政大學畢業。
早稻田大學卒業。
法政科舉人。
進步黨四川支部常務員。
臨時四川省議會議員。
民國二年眾議院議員。
憲法起草委員。
四川法政學校及財政學校《最近簿記法》著者。